# Erich Garhammer
Erich Garhammer (* 14. Mai 1951 in Ulrichsreuth, heute Gemeinde Röhrnbach) ist ein deutscher katholischer Theologe. Als Nachfolger von Rolf Zerfaß war er von 2000 bis zu seiner Emeritierung 2017 Professor für Katholische Theologie an der Universität Würzburg.

## Leben
Erich Garhammer studierte Katholische Theologie und Germanistik an der Universität Regensburg. 1979 wurde er zum Priester geweiht. Seine Dissertation verfasste er zum Thema Seminaridee und Klerusbildung bei Karl August Graf von Reisach. Eine pastoralgeschichtliche Studie zum Ultramontanismus des 19. Jahrhunderts.
Von 1991 bis 2000 war er Lehrstuhlinhaber für Pastoraltheologie und Homiletik an der Katholisch-Theologischen Fakultät Paderborn, ab 2000 war er Lehrstuhlinhaber für Pastoraltheologie und Homiletik an der Katholisch-Theologischen Fakultät der Universität Würzburg. 2017 wurde er emeritiert. 2004 übernahm er die Schriftleitung der Zeitschrift Lebendige Seelsorge,  und ist Mitherausgeber der Reihe Studien zur Theologie und Praxis der Seelsorge.
Seine große Leidenschaft gilt dem Brückenschlag von der Theologie zu Literatur und Poesie. Zu von ihm organisierten Veranstaltungen kommen Schriftsteller wie Arnold Stadler, Reiner Kunze, Petra Morsbach, Andreas Maier, Sibylle Lewitscharoff, Arno Geiger, Navid Kermani, Ralf Rothmann oder Hanns-Josef Ortheil, zuletzt etwa zum „LIT.fest münchen 2015“, das im Rahmen des Kunstprojekts Freude und Hoffnung, Trauer und Angst der Deutschen Bischofskonferenz Beachtung fand.
Garhammer ist Unterzeichner des Memorandums „Kirche 2011: Ein notwendiger Aufbruch“.

## Ehrungen
Aus Anlass seines 65. Geburtstags widmeten ihm Schriftleitung und Redaktion der Lebendigen Seelsorge die Nr. 2/2016 mit dem Titel Resonanz.
2019 wurde ihm der Predigtpreis für sein Lebenswerk verliehen.

## Werke (Auswahl)
- Erzähl mir Gott. Theologie und Literatur auf Augenhöhe, Würzburg 2018
- Zweifel im Dienst der Hoffnung. Poesie und Theologie, Würzburg 2011 (2. Auflage 2013)
- Zölibat – zwischen Charisma und Zwang, Würzburg 2011
- Scheidung – Wiederheirat – von der Kirche verstoßen? Für eine Praxis der Versöhnung (gemeinschaftlich  mit F. Weber), Würzburg 2012
- Literatur im Fluss. Brücken zwischen Poesie und Religion, Regensburg 2014
- Heiße Fragen – coole Antworten. Überraschende Blick auf Kirche und Welt, Würzburg 2016 (2. Auflage 2016)
- Dem Neuen trauen.  Perspektiven künftiger Gemeindearbeit, Graz – Wien – Köln 1996
- Verkündigung als Last und Lust. Eine praktische Homiletik, Regensburg 1997
- Adam, wer bist du?  Männer der Bibel bringen sich ins Wort (gemeinschaftlich mit K. Baumgartner), München 1999
- Am Tropf der Worte. Literarisch predigen, Paderborn 2000
- Schreiben ist Totenerweckung. Literatur und Theologie (gemeinschaftlich mit Georg Langenhorst), Würzburg 2005
- Brennender Dornbusch und pfingstliche Feuerzungen. Biblische Spuren in der modernen Literatur (gemeinschaftlich mit Udo Zelinka), Bonifatius-Verlag, Paderborn 2003, ISBN 3-89710-227-7, (Einblicke 7)